# José Romão Dimas
José Romão Dimas (Almada, 7 maggio 1930 – 5 ottobre 2007) è stato un calciatore portoghese, di ruolo ala.

## Carriera

### Nazionale
Ha collezionato 3 presenze con la maglia della Nazionale.

## Statistiche

### Presenze e reti in Nazionale
| Cronologia completa delle presenze e delle reti in nazionale ― Portogallo | Cronologia completa delle presenze e delle reti in nazionale ― Portogallo | Cronologia completa delle presenze e delle reti in nazionale ― Portogallo | Cronologia completa delle presenze e delle reti in nazionale ― Portogallo | Cronologia completa delle presenze e delle reti in nazionale ― Portogallo | Cronologia completa delle presenze e delle reti in nazionale ― Portogallo | Cronologia completa delle presenze e delle reti in nazionale ― Portogallo | Cronologia completa delle presenze e delle reti in nazionale ― Portogallo |
| Data                                                                      | Città                                                                     | In casa                                                                   | Risultato                                                                 | Ospiti                                                                    | Competizione                                                              | Reti                                                                      | Note                                                                      |
| ------------------------------------------------------------------------- | ------------------------------------------------------------------------- | ------------------------------------------------------------------------- | ------------------------------------------------------------------------- | ------------------------------------------------------------------------- | ------------------------------------------------------------------------- | ------------------------------------------------------------------------- | ------------------------------------------------------------------------- |
| 22-05-1955                                                                | Porto                                                                     | Portogallo                                                                | 3 – 1                                                                     | Inghilterra                                                               | Amichevole                                                                | -                                                                         |                                                                           |
| 25-03-1956                                                                | Oeiras                                                                    | Portogallo                                                                | 3 – 1                                                                     | Turchia                                                                   | Amichevole                                                                | -                                                                         |                                                                           |
| 08-04-1956                                                                | Oeiras                                                                    | Portogallo                                                                | 0 – 1                                                                     | Brasile                                                                   | Amichevole                                                                | -                                                                         |                                                                           |
| Totale                                                                    |                                                                           | Presenze                                                                  | 3                                                                         |                                                                           | Reti                                                                      | 0                                                                         |                                                                           |